# Dejlaman

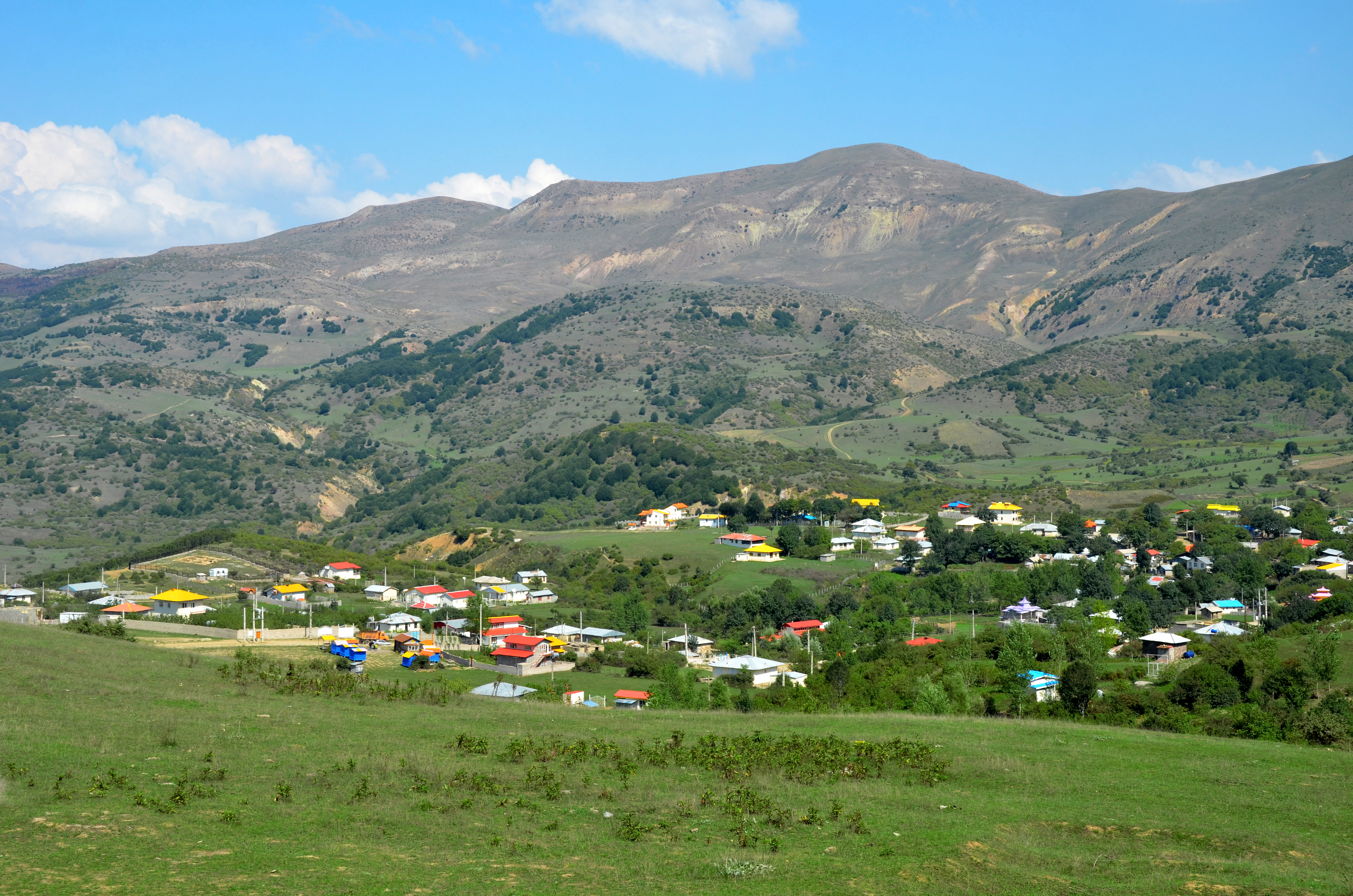

Dejlaman – miasto w Iranie, w ostanie Gilan. W 2016 roku liczyło 1729 mieszkańców.

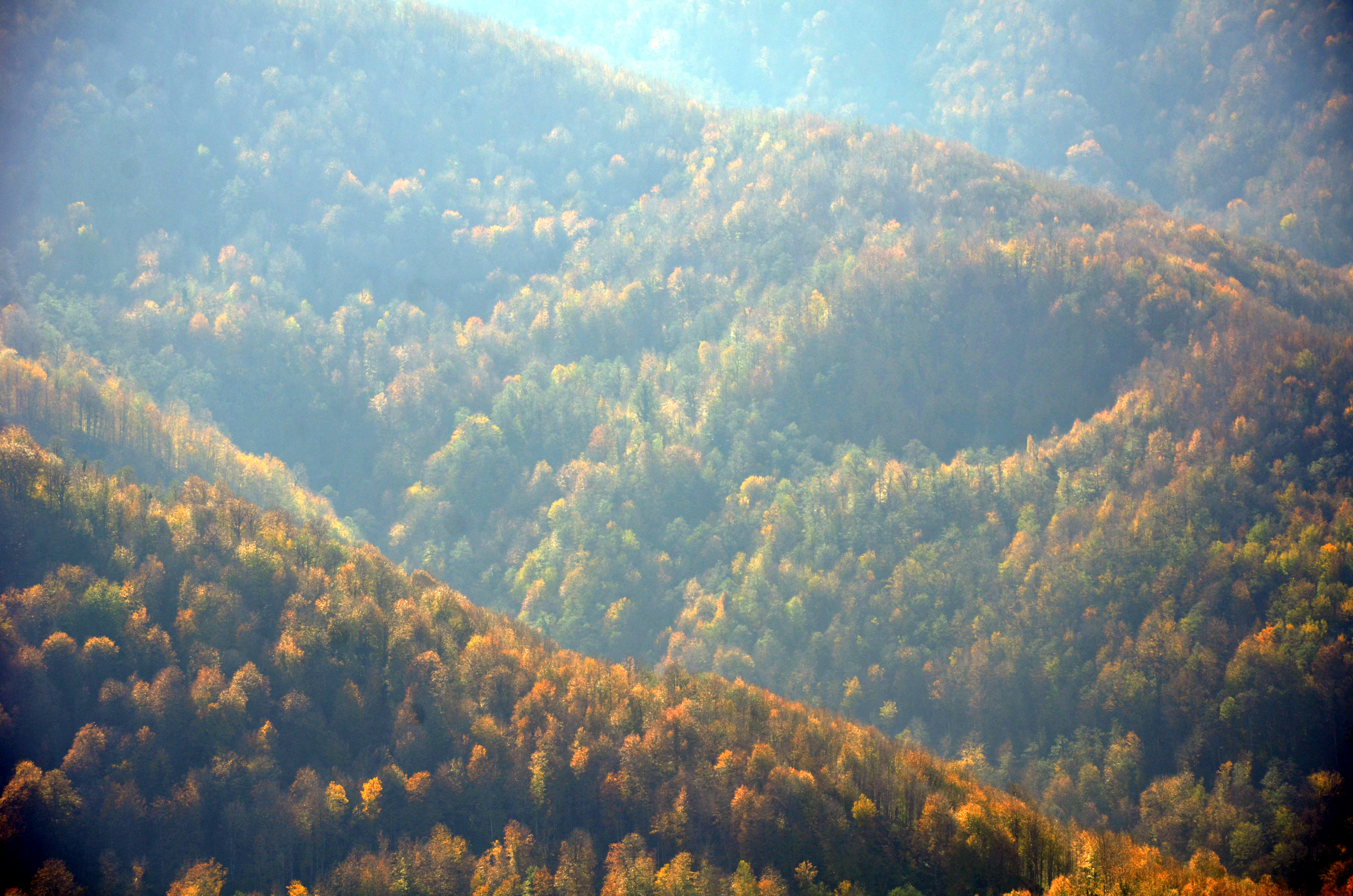

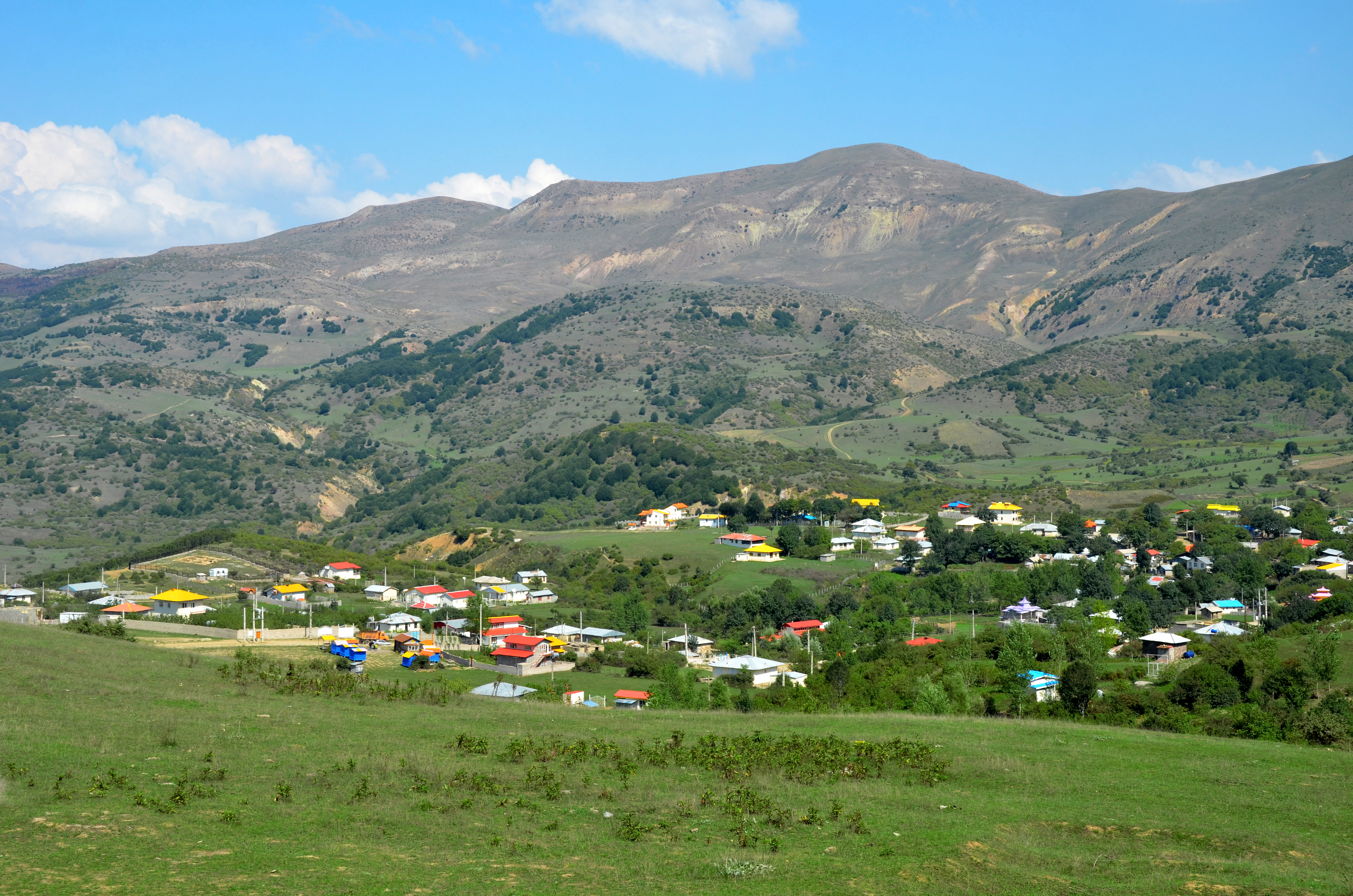
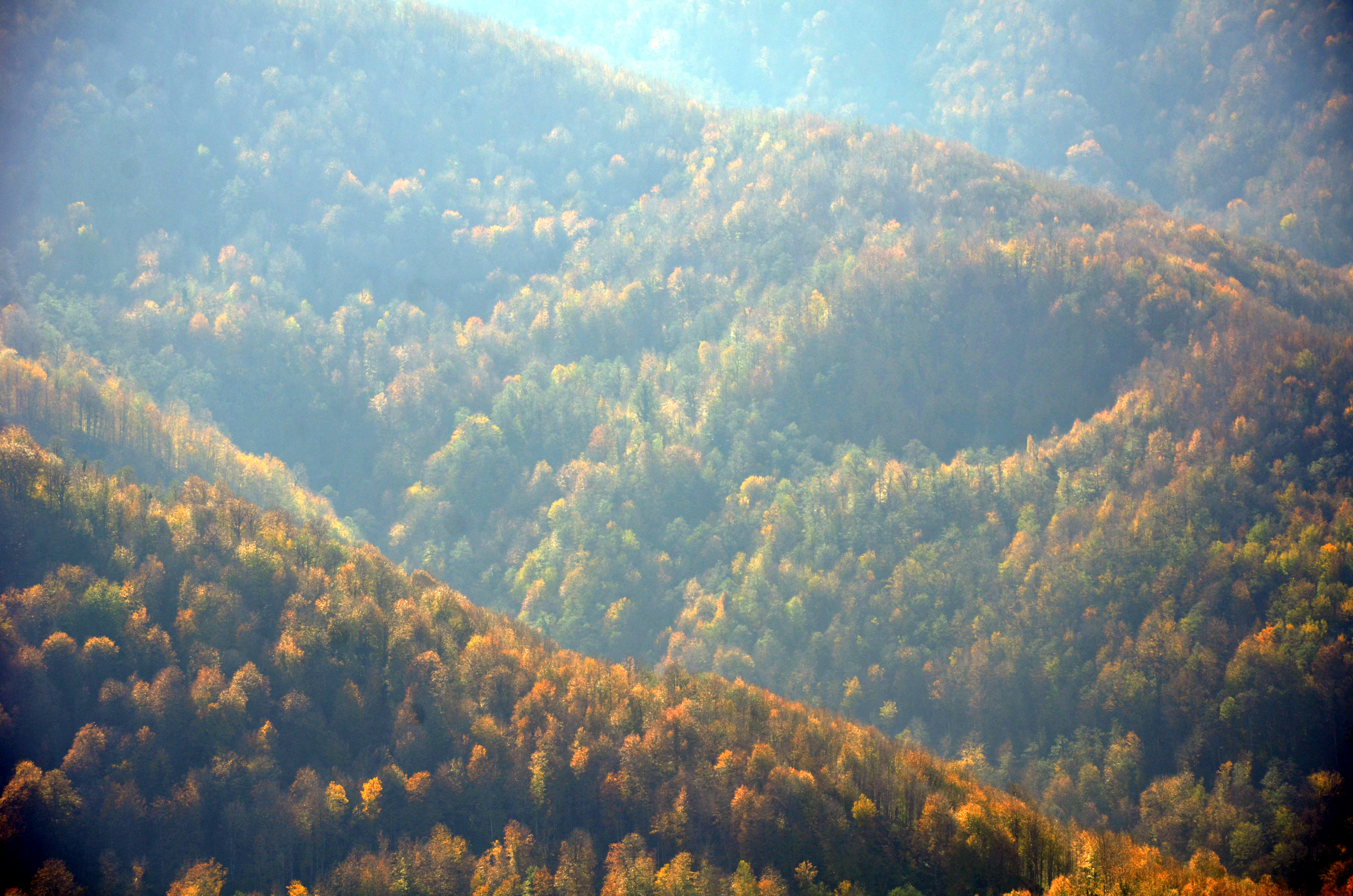
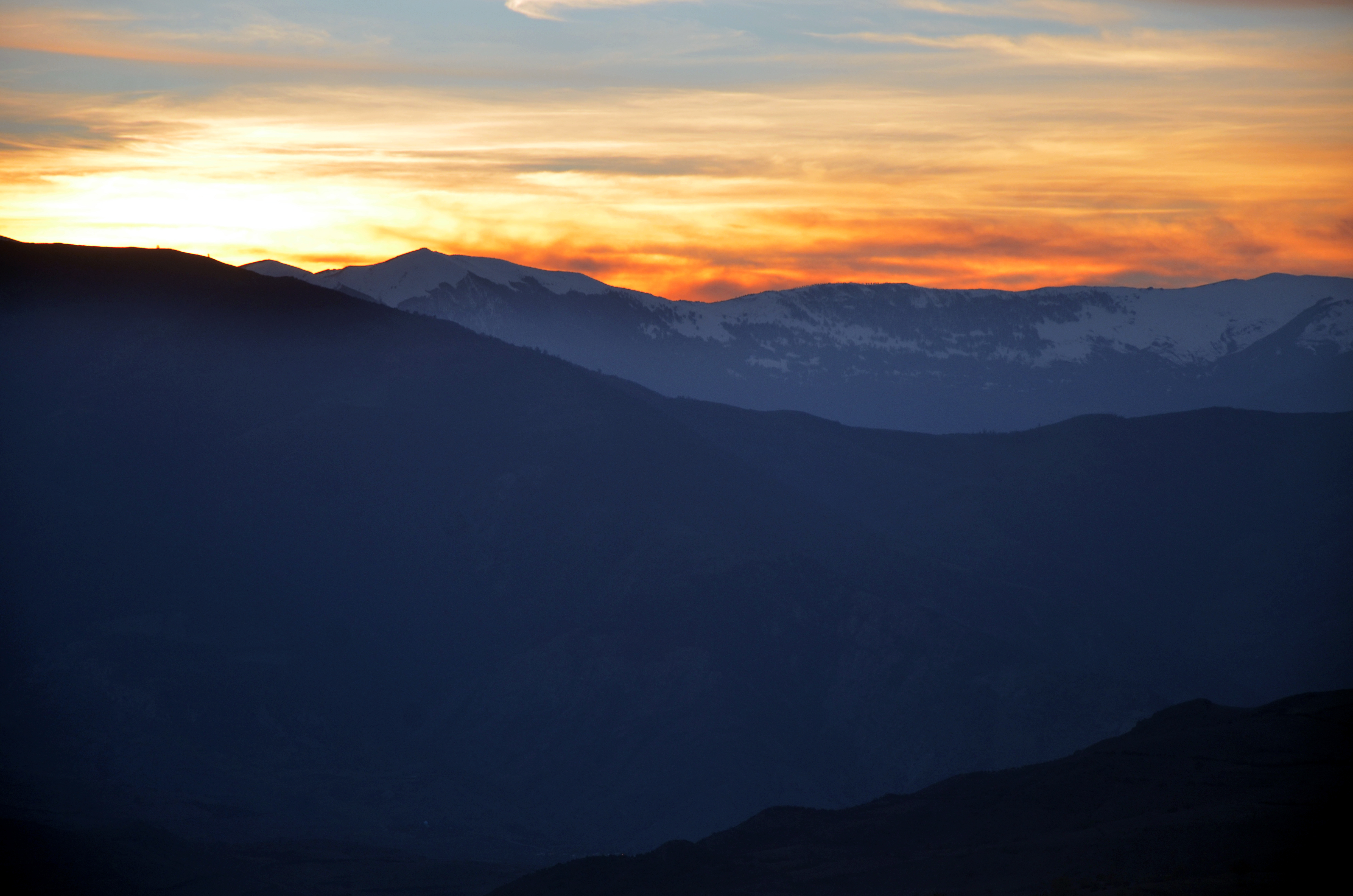
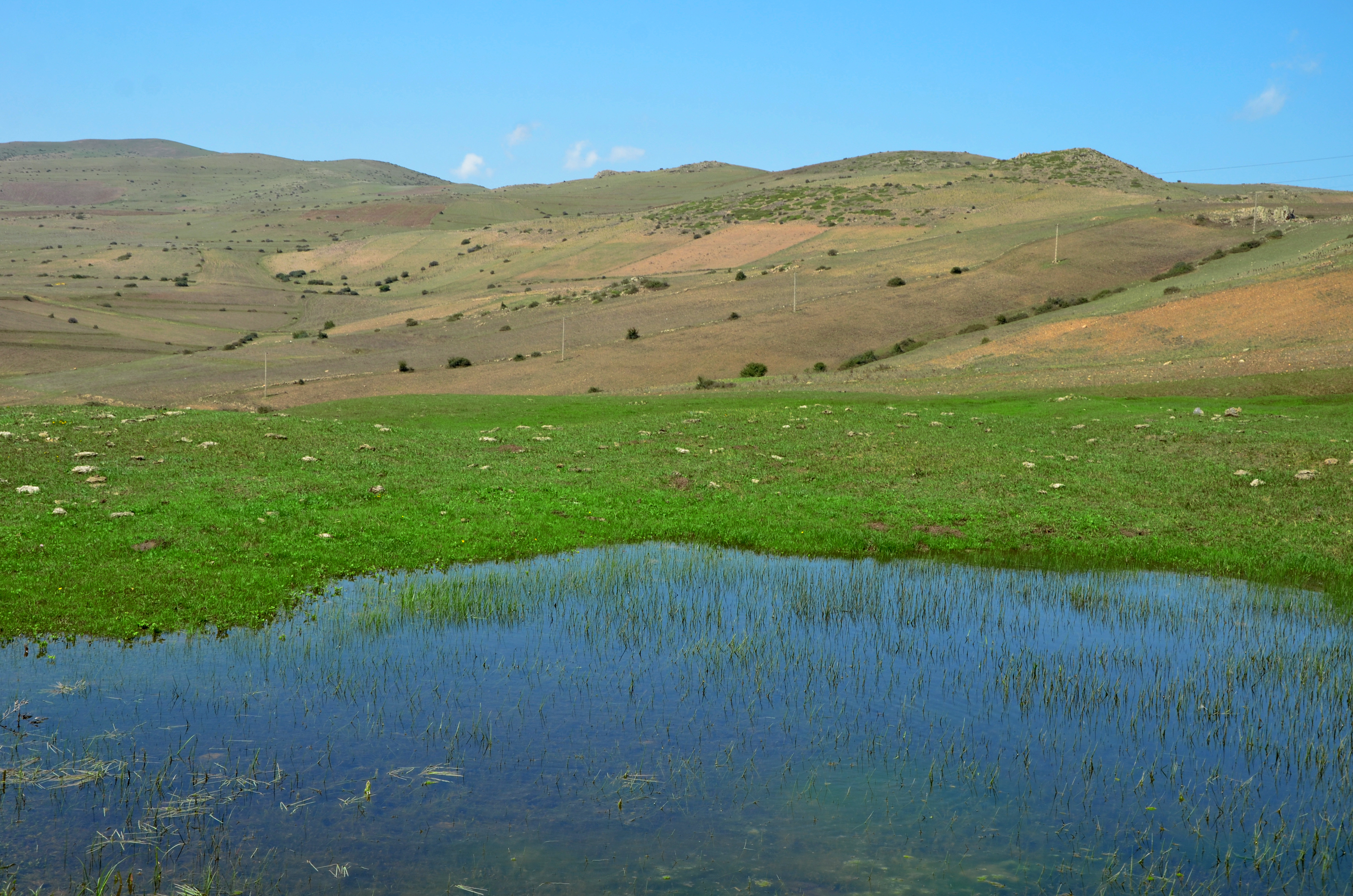
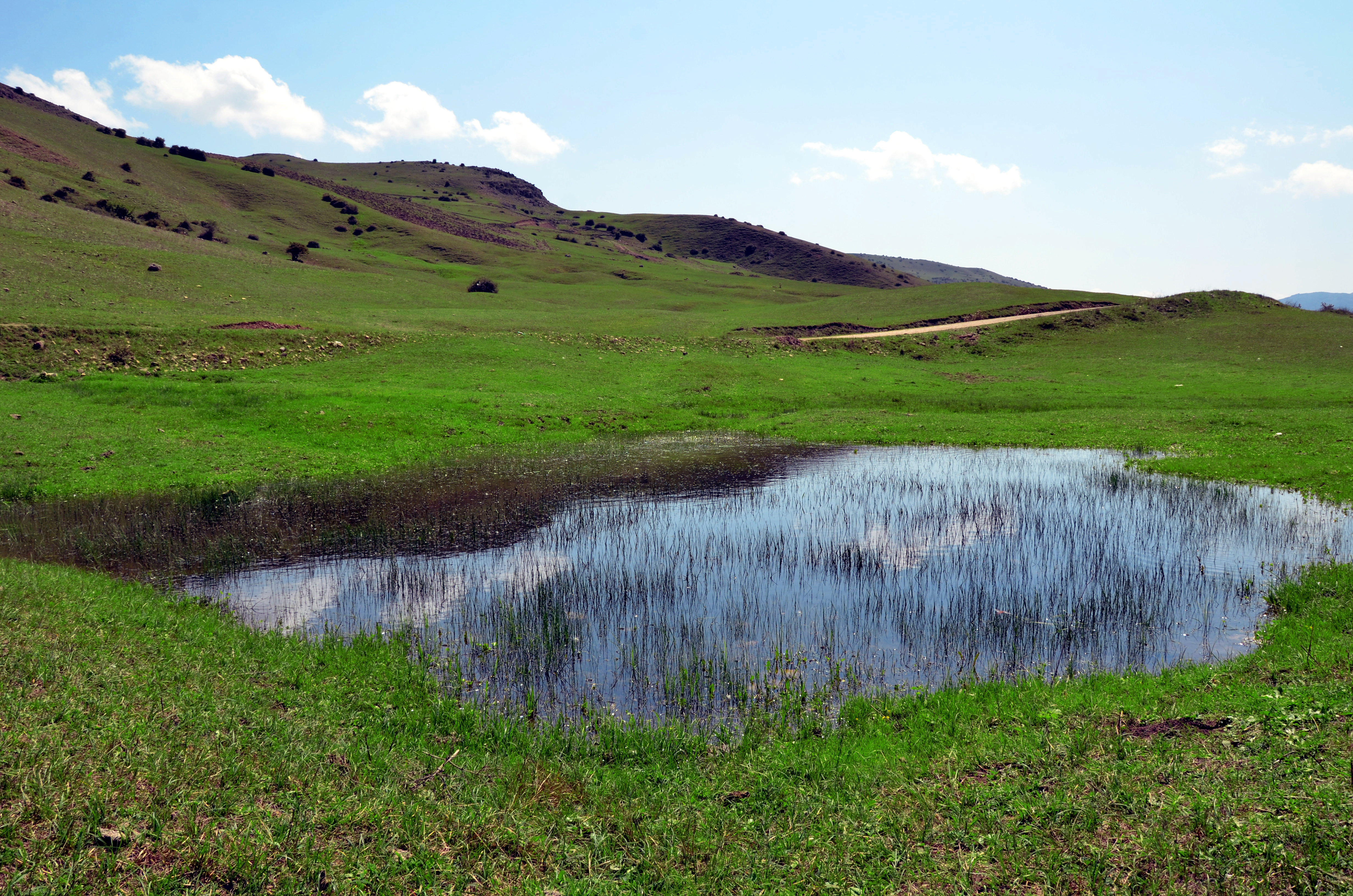